# New York Life Insurance Building (Chicago)
El New York Life Insurance Building es un edificio de 14 pisos en 39 South LaSalle Street en el vecindario Loop en Chicago, Illinois (Estados Unidos). Diseñado por William Le Baron Jenney, se completó como una estructura de 12 pisos en 1894 y costó 800 000 dólares.

## Hiostoria
En 1898, Jenney diseñó un 28 m adición al este de la estructura original. Esto amplió la fachada de Monroe Street a 71 m. La adición tenía 13 pisos y se agregó un piso adicional a la primera estructura. La expansión también agregó una entrada en Monroe Street y amplió el vestíbulo. En 1903, se añadió un decimocuarto piso para llevar el edificio a su altura actual.
El edificio está revestido con molduras de ladrillo y terracota de estilo clásico. Antes de las adiciones, una cornisa y un parapeto rodeaban la parte superior; sin embargo, se quitaron para acomodar la expansión. El vestíbulo conserva su revestimiento de mármol gris de Georgia y su piso de mosaico. Las lámparas son decorativas y parecen ser de la década de 1920.
El edificio recibió el estatus de hito preliminar en 2002, pero en 2006, Preservation Chicago consideró que el edificio era uno de los más amenazados de Chicago. En junio de ese año, una empresa presentó una solicitud a la Comisión del Plan de Chicago que incluía planes para renovar la estructura y construir 29 South LaSalle, un edificio de oficinas adyacente de 51 pisos. Más tarde ese mes, el edificio fue declarado monumento oficial de Chicago, modificado en 2009.
En agosto de 2014, KHP Capital Partners anunció que compró la estructura y la convertiría en un hotel Kimpton de 293 habitaciones que incluirá un restaurante en la azotea, salas de reuniones y espacio comercial. El hotel, oficialmente llamado The Kimpton Gray Hotel, abrió sus puertas en 2016.

## Galería

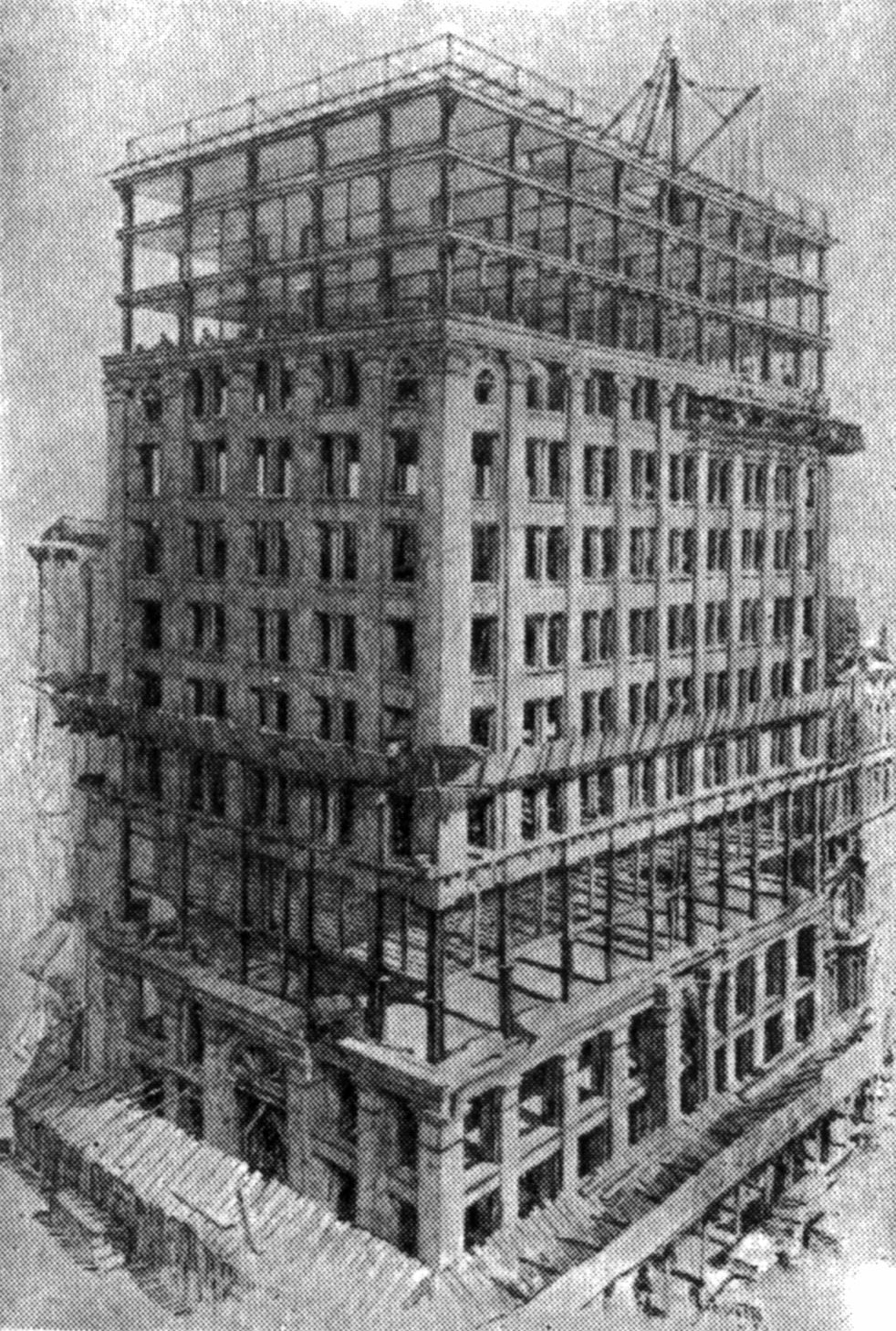
En construcción
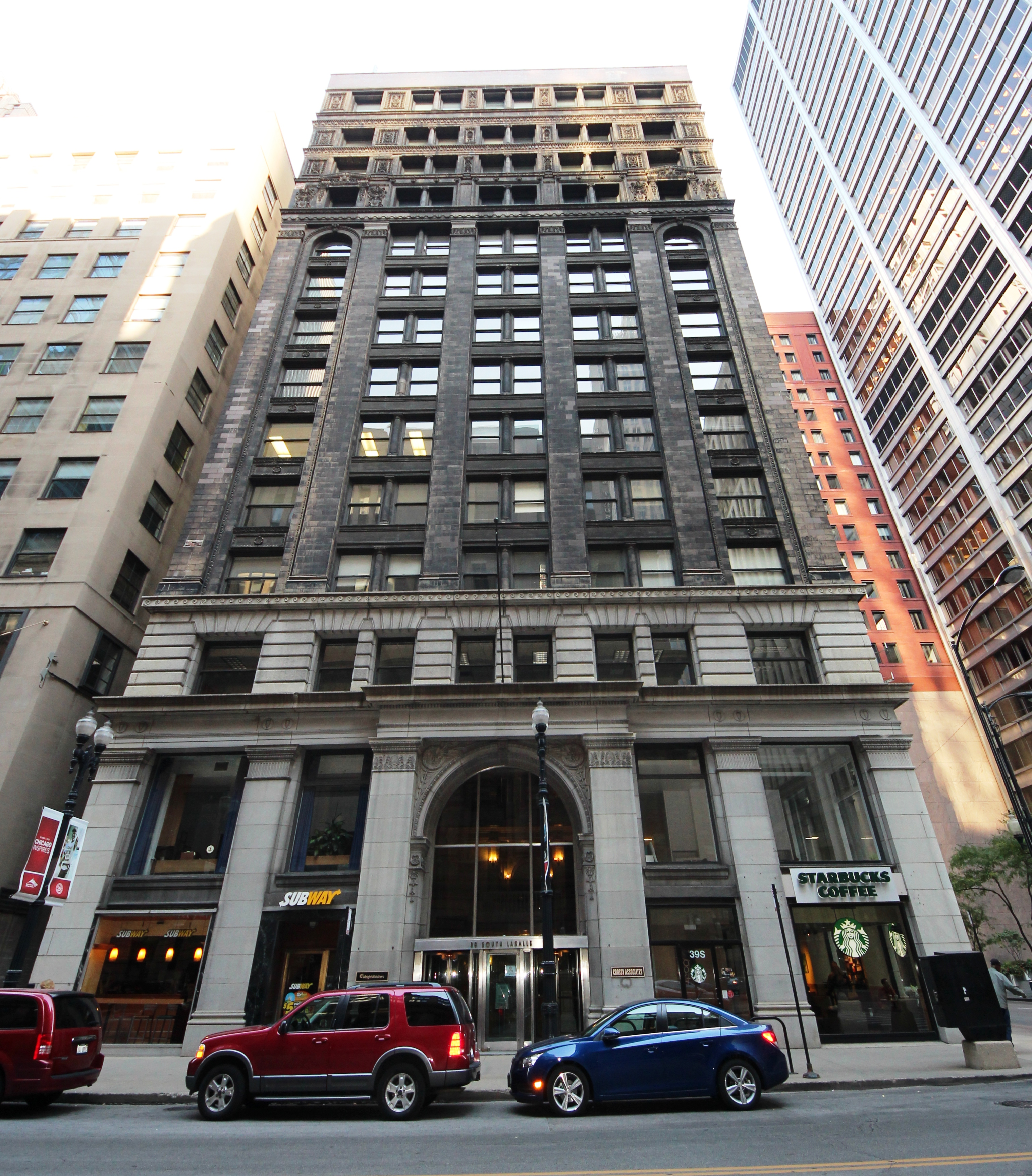
Vista de la calle desde el oeste (2012)
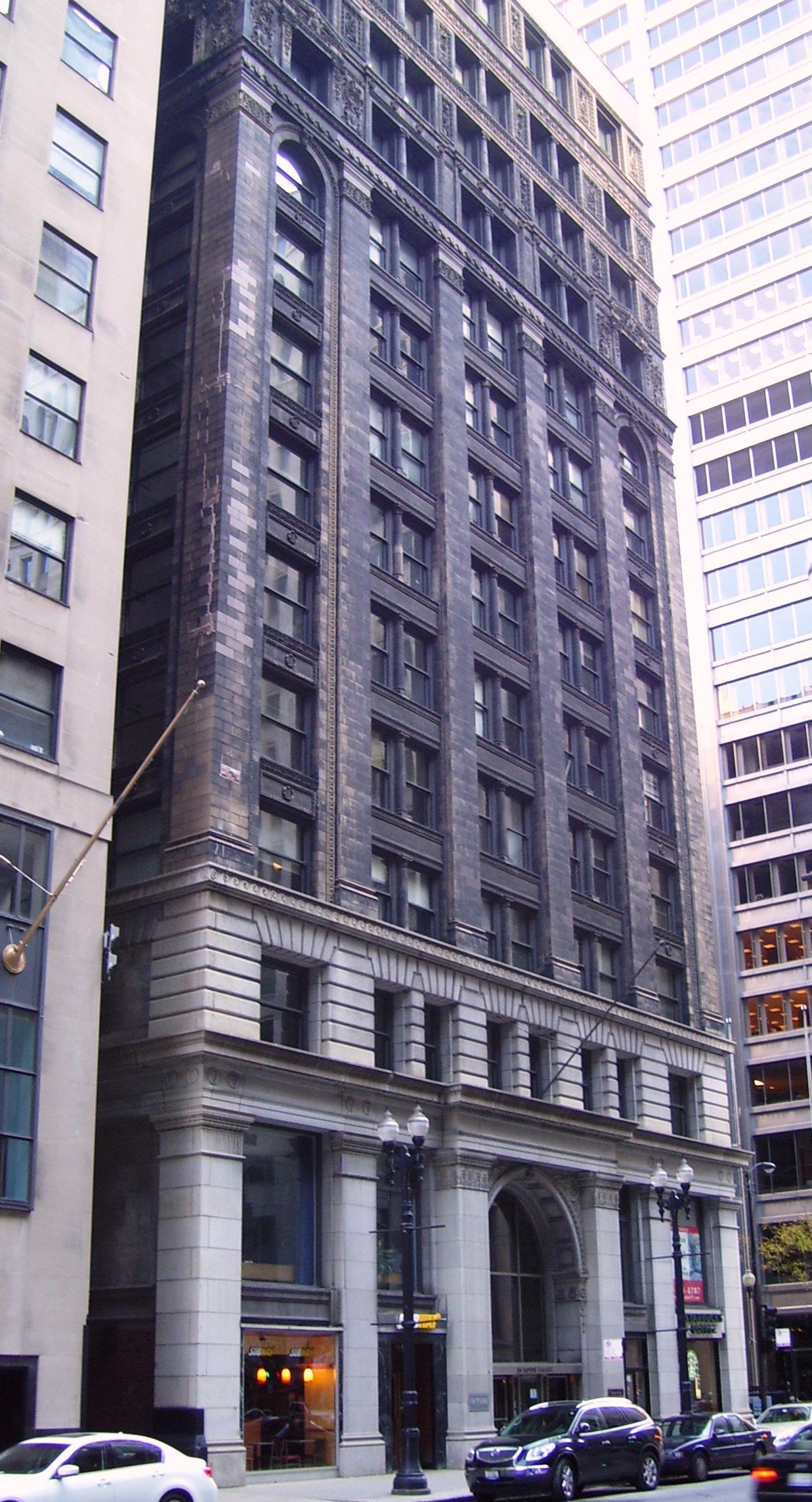
Vista desde el noroeste (2011)